# Шаум, Матвей
Матвей Шаум (нем. Matthias Schaum) — участник шведского вторжения в Россию, писатель XVII века, автор ряда трудов о русской политической истории.

## Биография
Матвей Шаум родился в Германии, в течение нескольких лет состоял на службе в шведском войске под начальством «Фельдмаршала в России» Г. Эбергардта Горна. Шаум участвовал в походах шведов на Россию, был при взятии шведами Новгорода и, по-видимому, вращался в кругу лиц, осведомленных о ходе военных и политических дел Швеции, России и Польши. По поручению шведского правительства, им был написан трактат «о русском войске». Сочинение это, предпринятое после совещания Горна с королём Густавом Адольфом, было вполне приготовлено к печати под заглавием: «Militia Rhutenica», но из-за путешествий и «других препятствий», виной которых был не Шаум, обнародовано не было.
По увольнении из Швеции в 1613 году Шаум путешествовал по Германии и Франции по своим личным делам и часто слышал «странные и чисто негодные» суждения о России и происходящих в ней войнах. Для «уведомления» об истинном положении дел в России, которым тогда интересовались в Европе, и по просьбе некоторых знаменитых особ Шаум написал книгу, озаглавленную: «Tragedia Demetrio-Moscovitica» (окончил 8 апреля 1614 года). Подлинная история чудных и достопамятных происшествий, случившихся со Лжедмитрием, Великим Князем Московским, от начала до конца, также и о том, что между тем происходило в шведской армии при взятии Великого Новгорода.
Ценность сочинения Шаума в том, что оно написано человеком, жившим долго в Швеции, знавшим её дела, осведомленным в её войне и договорах с русскими и представившим ход истории России во время смуты с точки зрения врага папы и поляков. Подобно другим иностранцам, Шаум судит о России и её обитателях по первому впечатлению, не принимая во внимание истории страны, местных условий её и обычаев народа. Картина жизни русских представлена им в мрачных красках и внушает к ним отвращение.
Книга его была переведена на русский язык по поручению графа Н. П. Румянцева и поступила в Московский Главный архив министерства иностранных дел Российской империи; была опубликована в 1847 году.